# Carlo Bauducco
Carlo Bauducco (Turim, 1906 - São Paulo, 1972) foi um empresário italiano, conhecido por ser o fundador da marca brasileira de alimentos Bauducco (Pandurata Alimentos). É considerado o responsável pela introdução do panetone no Brasil.

## Biografia
Carlo Bauducco nasceu em 1906, na cidade italiana de Turim. Carlo casou-se com Margherita Constantino e, em 1932, nasce o seu primeiro e único filho, Luigi Bauducco.
Durante a Segunda Guerra Mundial, Carlo não foi convocado para o serviço militar porque tinha uma lesão na mão, resultado de um acidente de trabalho aos 14 anos. Por isso, ele começou a trabalhar em uma torrefação de café.

### Imigração para o Brasil
Carlo trabalhava para um italiano, chamado Valinotti, cujo irmão possuía uma fazenda de café no Brasil. O irmão de Valionotti, durante uma visita a Turim, conta a Bauducco que no Brasil havia muitas padarias que produziam pão francês artesanal, mas que não tinha máquinas para produzi-lo. Bauducco, então, compra 40 máquinas para fazer o pão e as envia. Depois de enviá-las, Bauducco fica à espera de respostas, se as máquinas haviam sido recebias e vendidas, porém, as respostas nunca chegaram.
Era o ano de 1948, Carlo resolve partir imediatamente ao Brasil para prestar contas pessoalmente daqueles maquinários ao fazendeiro italiano. Chegando em terras brasileiras nos finais do anos de 1948, Carlo recebeu a resposta de que o dinheiro recebido pelas vendas das máquinas tinha sido investidos na plantação de café. No entanto, Bauducco conseguiu recuperar parte do dinheiro.
Em São Paulo, onde a comunidade italiana era predominante, Carlo teve a brilhante ideia de trazer o panetone italiano ao Brasil. Percebendo que embora houvesse tanto italiano em São Paulo, o consumo de panetones ainda era baixo. Carlos, então, volta a Turim completamente decidido a vender tudo e se mudar para o Brasil com sua esposa e filho.

## Carreira

### Início da Bauducco
Em 1950, Carlo Bauducco retornou ao Brasil, trazendo consigo um velho amigo, Armando Poppa, um habilidoso confeiteiro, e uma massa fermentada enrolada em um pano molhado, considerada a ''mãe de todos os panetones'' (que ainda hoje é conservada em uma espécie de bunker em uma das fábricas da Bauducco em Extrema, Minas Gerais). Naquela época, a lei brasileira estabelecia que um estrangeiro deveria ter um sócio brasileiro para abrir uma firma. Carlo tinha encontrado três sócios, na figura dos três irmãos Lanci, filhos de um italiano que produzia a massa ''3 Abruzzi''. Posteriormente, foi introduzido o primeiro panettone experimental que se chamava ''Panettone 900 Lanci''. o nome 900 vinha da máquina que produzia a massa.
Em 1952, com o fim da lei que obrigava os estrangeiros a terem uma sociedade com um brasileiro, Carlo Bauducco inaugura uma pequena confeitaria no Brás chamada Doceria Bauducco. Além dos panetones, Carlo produzia também: biscoitos tipo Champanhe, doces, salgados e petit fours. Para alavancar as vendas de sua loja, Bauducco teve a ideia de encher um avião de panfletos de seus produtos, já comercializados com o nome ''Bauducco'', e distribui para todo o centro de São Paulo. Conseguindo ao mesmo tempo divulgar o panettone, desconhecido por muita gente, e vender todo o estoque em apenas três dias.
Em 1953, Armando Poppa decide deixar Carlo e abre a sua própria confeitaria, a Cristallo, também em São Paulo. Carlo trouxe outros especialistas para substituí-lo.
O grande salto, que mudaria a história da Bauducco, ocorreu somente em 1962, ano em que foi inaugurada a primeira fábrica da Bauducco em Guarulhos, São Paulo.

## Morte
Carlos Bauducco morreu em 1972, com 66 anos. Após a morte de Carlo Bauducco, a empresa Bauducco continuou a ter grandes avanços: em 1979 foram realizadas as primeiras exportações além das fronteiras brasileiras, em direção aos Estados Unidos.